# بولينا بيخوفا
بولينا بيخوفا (بالروسية: Пехова, Полина Сергеевна) مواليد 21 مارس 1992 في مينسك، هي لاعبة كرة مضرب بيلاروسية. أعلى تصنيف لها في الفردي كان 287. أعلى تصنيف لها في الزوجي كان 136.

## النهائيات

### الزوجي: 1 (1–0)
| الحصيلة | الرقم | التاريخ        | الدورة                    | الأرضية | الشريك     | المنافس                      | النتيجة     |
| ------- | ----- | -------------- | ------------------------- | ------- | ---------- | ---------------------------- | ----------- |
| الفوز   | 1.    | 15 سبتمبر 2012 | طشقند المفتوحة، أوزبكستان | صلبة    | بولا كانيا | آنا تشاكفيتادزه فيسنا دولونك | 6–2, انسحاب |

## روابط خارجية
- بولينا بيخوفا على موقع رابطة محترفات التنس (الإنجليزية)
- بولينا بيخوفا على موقع الاتحاد الدولي لكرة المضرب (الإنجليزية)
- بولينا بيخوفا على موقع إي إس بي إن.كوم (الإنجليزية)